# Giải tưởng niệm Bôcher
Giải tưởng niệm Bôcher là một giải thưởng do Hội Toán học Hoa Kỳ (American Mathematical Society) lập ra năm 1923 để tưởng nhớ nhà toán học Maxime Bôcher với số vốn ban đầu là 1.450 dollar Mỹ do các hội viên đóng góp. Giải được trao mỗi 5 năm cho các bài nghiên cứu nổi tiếng về giải tích đã được đăng trên các báo khoa học có uy tín ở Bắc Mỹ hoặc do một hội viên của Hội viết, trong vòng 6 năm trước.  Số tiền thưởng hiện nay là 5.000 dollar Mỹ.

## Các người đoạt giải
- 1923 George David Birkhoff
- 1924 Eric Temple Bell, Solomon Lefschetz
- 1928 James W. Alexander
- 1933 Marston Morse, Norbert Wiener
- 1938 John von Neumann
- 1943 Jesse Douglas
- 1948 Albert Schaeffer, Donald Spencer
- 1953 Norman Levinson
- 1959 Louis Nirenberg
- 1964 Paul Cohen
- 1969 Isadore Singer
- 1974 Donald Samuel Ornstein
- 1979 Alberto Calderón
- 1984 Luis Caffarelli
- 1984 Richard Melrose
- 1989 Richard Schoen
- 1994 Leon Simon
- 1999 Demetrios Christodoulou, Sergiu Klainerman, Thomas Wolff
- 2002 Daniel Tataru, Terence Tao, Lin Fanghua
- 2005 Frank Merle
- 2008 Alberto Bressan, Charles Fefferman, Carlos Kenig
- 2011 Assaf Naor, Gunther Uhlmann
- 2014 Simon Brendle